# 동북아시아정보문화센터
연합뉴스동북아센터는 동북아시아 지역연구 및 동지역의 각종 자료수집 및 보급과 신문․방송 등 언론매체의 보도활동 지원하기 위하여 1992년 2월 27일 설립된 문화체육관광부 소관의 재단법인이다. 사무실은 서울특별시 종로구 수송동 85-1에 있다.

## 주요 사업
- 동북아 지역의 연구
- 동북아 지역 정보수집 및 자료제공